# Tale Spinnin'
Albums de Weather Report
Mysterious Traveller
(1974) Black Market
(1976)
Tale Spinnin'  est le sixième album du groupe de jazz fusion américain Weather Report, le cinquième en studio. Il est paru en 1975 sur le label Columbia Records.

## Présentation
Par rapport au groupe qui a enregistré l'album précédent, Mysterious Traveller, il y a deux changements avec l'arrivée de Leon "Ndugu" Chancler à la batterie et Alyrio Lima aux percussions. L'album a été classé troisième au Billboard en 1975 dans la catégorie albums de jazz.

## Titres
1. "Man in the Green Shirt"  (Zawinul) – 6:29
2. "Lusitanos"  (Shorter) – 7:25
3. "Between the Thighs"  (Zawinul) – 9:33
4. "Badia"  (Zawinul) – 5:21
5. "Freezing Fire"  (Shorter) – 7:29
6. "Five Short Stories"  (Zawinul) – 6:56

## Musiciens
- Josef Zawinul - piano électrique Fender Rhodes, piano acoustique, mélodica, synthétiseur TONTO, ARP 2600, orgue, oud, steel-drums, mzuthra, chant, xylophone, cymbales, percussions Ouest Africaines
- Wayne Shorter - saxophones soprano et ténor
- Alphonso Johnson - basse électrique
- Leon "Ndugu" Chancler - batterie, timbales, cymbales
- Alyrio Lima - percussions